# Воронцова гора (Севастополь)
Воронцова гора (крим. Vorontsov Dağı) — місцевість у складі Нахімівського району міста Севастополь, розташована між Лабораторною балкою і Доковим яром за три кілометри від Малахова кургану.

## Опис
Свою назву отримала наприкінці 30–40 років ХІХ ст. від Воронцовського шосе, що проходило Лабораторною балкою. У період Кримської війни на Воронцовій горі англійці встановили кілька батарей, які тримали під обстрілом укріплення Корабельної сторони.
З 1960х починається забудова місцевості багатоквартирними будинками, які будували в першу чергу для працівників Севморзаводу. 
Головні вулиці проспект Перемоги та вулиця Генерала Мельника. На останній до 200-річчя міста у 1983 споруджена монументальна в'їзна арка.

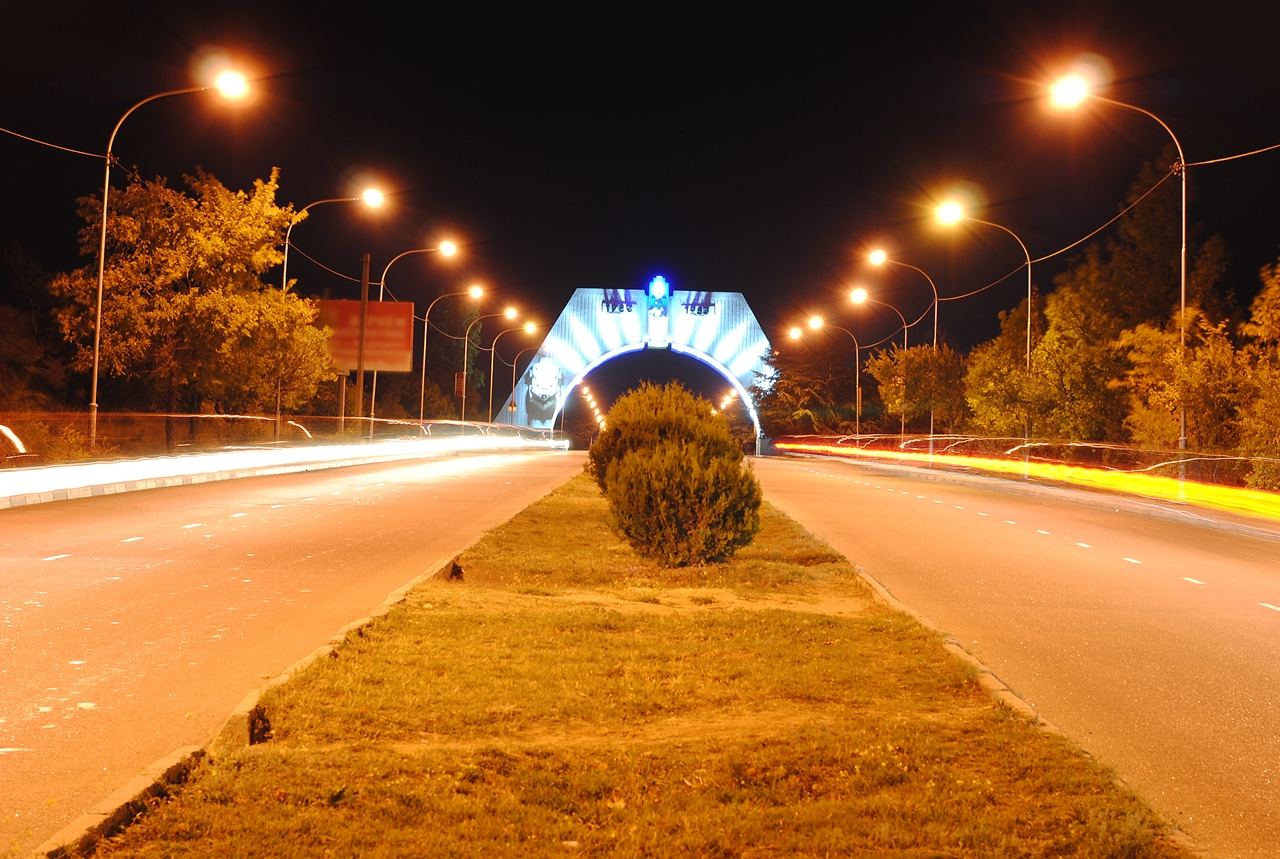
тріумфальна арка на честь 200-річчя Севастополя

На Воронцовій горі знаходиться Севастопольська телещогла, що забезпечує Севастополь телевізійним сигналом та поширює місцевий сигнал у зоні безпосередньої видимості. Євпаторія та Бахчисарай за бажання можуть дивитися сигнал із Севастополя. Висота —225 метрів (верхній майданчик —205). Офіційно відкрита 1 січня 1977 року.